# 大高幸子
大高 幸子（おおたか ゆきこ、1940年1月2日 - ）は、日本の元競泳選手。和歌山県伊都郡九度山町出身。1956年メルボルンオリンピック日本代表。

## 経歴
和歌山県伊都郡九度山町立九度山中学校、和歌山県立伊都高等学校卒。
1956年の日本選手権兼メルボルンオリンピック選考会で200m自由形で2位、400m自由形では日本新記録を樹立して優勝し、メルボルンオリンピック日本代表に選出された。メルボルンオリンピックでは400m自由形と400mフリーリレーに出場し、ともに予選落ちだった。